# 愛在聖誕節
《愛在聖誕節》（ラストクリスマス；Last Christmas），日本電視劇，由富士電視台於2004年10月11日~12月20日播出，平均收視率為21.54%。由於相關製作人員與劇情設定方面有頗多與1990年代初的知名電視劇《東京愛情故事》雷同，加上劇組及男主角均相同，因而有「21世紀的東京愛情故事」之稱。
該劇於2005年12月23日在香港透過香港有線電視播出，亦於2005年8月1日透過緯來日本台在台灣首播。

## 劇情簡介
春木健次（織田裕二飾）是運動用品公司「HEART SPORTS」的事業部經理，個性開朗活潑，曾與大學時代的學妹（櫻井幸子飾）訂有婚約，但卻遭女方解除婚約，之後一直保持單身，在公司頗具人望。青井由季（矢田亞希子飾）是公司的新進秘書，也是許多公司男職員的夢中情人，但外表清純聰慧的她卻曾經是個混過暴走族的不良少女，離過一次婚，還患有不明疾病，這一切只有住在她隔壁的健次知道…。

## 幕後工作人員與主題曲
- 編劇：坂元裕二
- 配樂：菅野祐悟
- 製作人：現王園佳正、岩田祐二
- 企畫製作：大多亮
- 導演：西谷弘、永山耕三
- 片頭主題曲：織田裕二「Last Christmas」
- 片尾主題曲：織田裕二「Wake Me Up Before You GO!GO!」

## 主要角色與演員
- 春木健次：男主角，HEARTS SPORTS公司運動事業部經理（織田裕二 飾）
- 青井由季：女主角，HEARTS SPORTS公司秘書（矢田亞希子 飾）
- 葉山達平：HEARTS SPORTS公司新進員工，健次的直屬部下（森山未來 飾）
- 日垣直哉：HEARTS SPORTS公司創意總監（玉木宏 飾）
- 新谷伍郎：HEARTS SPORTS公司董事，健次大學時代好友（伊原剛志 飾）
- 藤澤律子：設計師，直哉的苦戀對象（片瀨那奈 飾）
- 柴田幸子：知名廣播主持人，健次的高中學妹（涼 飾）
- 高瀨彩香：由季的好友及同事（MEGUMI 飾）
- 澤口孝太郎：由季的主治醫生（兒玉清 飾）
- 春木貴子：健次的母親（加賀 飾）
- 白河仁美：健次已解除婚約的前未婚妻（櫻井幸子 飾）
- 須藤恭子：達平的暗戀對象，HEARTS SPORTS公司總機（田丸麻紀 飾）
- 杉村行彥：幸子之夫（勝村政信 飾）

## 得獎紀錄
- 《第43回 日劇學院賞》最佳導演：西谷弘、村上正典
- 《第43回 日劇學院賞》最佳配樂：西谷弘、村上正典

## 播出紀錄
- 2004年10月11日：在日本首播
- 2005年8月1日：在台灣緯來日本台首播
- 2005年12月23日：在香港首播

## 播出日期、副題及收視率
| 集數               | 播放日期       | 副題         | 原文副題 | 收視率 |
| ------------------ | -------------- | ------------ | -------- | ------ |
| 1                  | 2004年10月11日 | 神秘的二個人 |          | 22.3%  |
| 2                  | 2004年10月18日 | 奇蹟之夜     |          | 21.1%  |
| 3                  | 2004年10月25日 | 淚的擁抱     |          | 20.3%  |
| 4                  | 2004年11月1日  | 幸福的羈絆   |          | 20.9%  |
| 5                  | 2004年11月8日  | 閃爍之吻     |          | 25.3%  |
| 6                  | 2004年11月15日 | 再一次       |          | 21.9%  |
| 7                  | 2004年11月22日 | 分手吧！     |          | 19.0%  |
| 8                  | 2004年11月29日 | 心之握手     |          | 20.2%  |
| 9                  | 2004年12月6日  | 天使之雪     |          | 22.2%  |
| 10                 | 2004年12月13日 | 約定之海     |          | 20.8%  |
| 大結局             | 2004年12月20日 | 幸福的極光   |          | 22.9%  |
| 平均收視率：21.54% |                |              |          |        |

## 外部連結
- 愛在聖誕節官方網站（台灣） （页面存档备份，存于）

## 作品的變遷
| 日本富士電視台 週一9時            | 日本富士電視台 週一9時                 | 日本富士電視台 週一9時 |
| --------------------------------- | -------------------------------------- | ---------------------- |
|                                   | 愛在聖誕節 （2004.10.11 - 2004.12.20） |                        |
| 東京灣景 （2004.7.5 - 2004.9.13） | 不愉快的基因 （2005.1.17 - 2005.3.28） |                        |